# Johan Baazius il Giovane
Johan Baazius il Giovane (detto anche Johannes, d. y.; Jönköping, 17 luglio 1626 – Uppsala, 12 maggio 1681) è stato un arcivescovo luterano svedese, Arcivescovo di Uppsala dal 1677 fino alla sua morte.
Studiò presso l'Università di Uppsala e l'Università di Königsberg (oggi Kaliningrad) e presso altri atenei, soprattutto in Germania. In seguito divenne precettore del nipote di Per Brahe il Giovane. Nel 1653 fu nominato cappellano di corte dalla regina Cristina. Fu inoltre vescovo di Växjö dal 1667, di Skara dal 1673 e, infine, Arcivescovo di Uppsala, primate della Chiesa di Svezia dal 1677. Morì improvvisamente nel sonno, di ritorno da una visita presso Stoccolma.

## Genealogia episcopale
La genealogia episcopale è:
- Papa Clemente VII
- Vescovo Petrus Magni
- Arcivescovo Laurentius Petri
- Vescovo J.J. Vestrogothus
- Vescovo Petrus Benedicti
- Arcivescovo Abraham Angermannus
- Arcivescovo Petrus Kenicius
- Arcivescovo Olaus Martini
- Arcivescovo Laurentius Paulinus Gothus
- Vescovo Jonas Magni
- Arcivescovo Johannes Canuti Lenaeus
- Arcivescovo Johan Baazius il Giovane